# Otto Braun
Otto Braun  (Ismaning, Baviera, Alemanha, 28 de setembro de 1900 – Varna, Bulgaria, 15 de agosto de 1974) foi um escritor e professor comunista. Seu papel mais significativo, foi como um agente Comintern enviado para a China em 1934, para assessorar o Partido Comunista da China (PCC) em estratégia militar durante a Guerra Civil Chinesa. Na época Braun adotou um nome chinês, Li De (chinês: 李德); Somente muitos anos depois que Otto Braun ou Li De, veio a ser conhecido como a mesma pessoa.

## Início da vida
Otto Braun nasceu em Ismaning, Alta Baviera, próximo a Munique. Mesmo que sua mãe ainda fosse viva, ele cresceu em um orfanato.
Ele se matriculou em uma escola de treinamento para professores em Pasing em uma área de Munique. Em junho de 1918 Braun foi convocado para as fileiras do exército bávaro, parte do Exército Imperial Alemão, mas a Primeira Guerra Mundial terminou antes que ele entrasse em combate.
Após o armísticio, ele voltou para completar seus estudos de professor. Porém, acabou não aceitando um emprego de professor na escola primária. Em vez disso, ele se juntou ao recém-fundado Partido Comunista da Alemanha (KPD), embarcando no que seria uma vocação e carreira ao longo da vida, e viajou muito, principalmente para o Norte da Alemanha.

## Atividade comunista em 1920 e início de 1930
A partir de 1921 Braun tornou-se um funcionário remunerado do Partido Comunista da Alemanha.
Ele estava envolvido no caso do roubo dos documentos confidenciais do Coronel Freyberg, um emigrado russo baseado em Berlim. Por isso foi detido pela polícia em julho de 1921. Ele foi levado a julgamento, mas conseguiu esconder suas conexões Comunistas e convenceu a corte de que era um homem de "direita". Devido ao preconceito exibido pelo sistema judicial da República de Weimar, com esse disfarce conseguiu ter uma sentença branda. De fato, ele não foi preso, mas se escondeu.
Naquela época, ele já era um membro central do aparato do KPD, não apenas escrevendo artigos para os jornais do partido mas, depois de 1924, liderando esforços de "contra-espionagem". Ele também estava profundamente envolvido em atividades de milícia e para-militares.
A polícia encontrou-o novamente em setembro de 1926. Ele primeiro cumpriu sua "sentença de Freyberg" de 1922, depois foi mantido detido na Prisão de Moabit. No entanto, em 11 de abril de 1928, um grupo de comunistas incluindo sua namorada Olga Benário conseguiram entrar na prisão.
A fuga ousada ganhou destaque internacional. Otto e Olga então foram para Moscou, onde eles se envolveram no Movimento Comunista Internacional. Ambos estavam na Escola de Lênin operada pela Comintern. Braun foi para a Academia Militar de Frunzue onde Olga trabalhou como instrutora do Comunismo Jovem Internacional, primeiro na União Soviética, depois na França e Inglaterra, onde ela participou coordenando atividades anti-fascistas.
Otto e Olga se separaram em 1931. Ela casou-se com o famoso revolucionário brasileiro Luís Carlos Prestes e foi viver no Brasil. Ela foi presa pela ditadura de Getúlio Vargas e extraditada para a Alemanha, onde ela foi morta em uma câmara de gás no Centro de Eutanásia de Bernburg. Ela é tratada como um mártir pela Esquerda Brasileira e Alemã. Por sua parte, Otto Braun embarcou na parte mais significativa de sua carreira revolucionária, como representante do Comintern na China.